# Milky Way Moses
Milky Way Moses es el quinto álbum de estudio de la banda finlandesa Tasavallan Presidentti. Fue publicado en mayo de 1974 a través del sello discográfico Janus.

## Grabación y contenido
Milky Way Moses se grabó en los estudios De Lane Lea, en Soho, Londres. Peter Eden produjo el álbum, y Terry Evennett y Kenny Denton se desempeñaron como ingenieros de audio. El álbum contenía seis canciones. Dos de las canciones están compuestas por Pekka Pöyry y dos por Jukka Tolonen. «Jelly» es una pieza instrumental hecha en conjunto por los cinco miembros de Tasavallan Presidentti. «Caught from the Air» es una traducción de la canción «Lennosta kii», compuesta por Eero Koivistoinen. Las letras de las canciones fueron escritas por Jim Pembroke.

## Recepción de la crítica
Un escritor, no especificado, de Billboard escribió: “Muy interesante combinación de rock y jazz de este grupo escandinavo de primer nivel que actualmente le está yendo tan bien en Inglaterra. La banda ha logrado combinar arreglos de rock y jazz sin sonar nada artificial, especialmente en los cortes más largos que permiten diatribas, guitarra, saxo y órgano, todos juntos pero cada uno con una identidad separada. El grupo es nuevo aquí pero ha sido grande en Europa desde hace algún tiempo. Todos son músicos muy cualificados y Eels Raittien es una excelente cantante”.

## Lista de canciones
Todas las letras escritas por Jim Pembroke, excepto donde esta anotado.
| Lado uno |                       |              |                        |          |  |
| N.º      | Título                | Letras       | Música                 | Duración |  |
| 1.       | «Milky Way Moses»     |              | Jukka Tolonen          | 8:08     |  |
| 2.       | «Caught from the Air» |              | Eero Koivistoinen      | 11:45    |  |
| 3.       | «Jelly»               | instrumental | Tasavallan Presidentti | 3:36     |  |

| Lado dos |                       |             |          |  |
| N.º      | Título                | Música      | Duración |  |
| 1.       | «Confusing the Issue» | Tolonen     | 5:42     |  |
| 2.       | «How to Start a Day»  | Pekka Pöyry | 13:49    |  |
| 3.       | «Piece of Mind»       | Pöyry       | 3:30     |  |

## Créditos y personal
Créditos adaptados desde las notas de álbum de Milky Way Moses.
Tasavallan Presidentti
- Eero Raittinen – voces
- Pekka Pöyry – saxofón, flauta, piano
- Vesa Aaltonen – batería, percusión
- Jukka Tolonen – guitarra, teclados
- Heikki Virtanen – bajo eléctrico

Personal técnico
- Peter Eden – productor
- Terry Evennett – ingeniero de audio
- Kenny Denton – ingeniero de audio
- Valokuvaosuuskunta Saftra – fotografía
- Plastic Dog Graphics – tipografía

## Posicionamiento
| Gráfica (1974)                      | Pico de posición |
| ----------------------------------- | ---------------- |
| Finlandia (Suomen virallinen lista) | 12               |